# Guorajávrátj
Guorajávrátj (äldre stavning Kuorajauratj) är en sjö i Arjeplogs kommun i Lappland och ingår i Piteälvens huvudavrinningsområde. Sjön har en area på 0,0706 kvadratkilometer och ligger 593,1 meter över havet. Guorajávrátj ligger i Piteälven Natura 2000-område.

## Delavrinningsområde
Guorajávrátj ingår i det delavrinningsområde (738043-162130) som SMHI kallar för Mynnar i Arvesjåkkå. Medelhöjden är 641 meter över havet och ytan är 20,52 kvadratkilometer. Det finns inga avrinningsområden uppströms utan avrinningsområdet är högsta punkten. Viepsesjåkkå som avvattnar avrinningsområdet har biflödesordning 3, vilket innebär att vattnet flödar genom totalt 3 vattendrag innan det når havet efter 217 kilometer. Avrinningsområdet består mestadels av skog (90 procent). Avrinningsområdet har 0,21 kvadratkilometer vattenytor vilket ger det en sjöprocent på 1 procent.